# Julian Barbour
Pour les articles homonymes, voir Barbour.
 (mars 2018).
Si vous disposez d'ouvrages ou d'articles de référence ou si vous connaissez des sites web de qualité traitant du thème abordé ici, merci de compléter l'article en donnant les références utiles à sa vérifiabilité et en les liant à la section « Notes et références ».
Julian Barbour (né en 1937) est un physicien britannique habitant à Banbury (Oxfordshire, Angleterre), dont les intérêts de recherches concernent la gravité quantique, ainsi que les problèmes du temps en physique.

## Idées
Dans son ouvrage The End of Time : The Next Revolution in Physics (2000), Julian Barbour soutient l'idée controversée selon laquelle « le temps n'existe pas », et affirme que la plupart des problèmes de la physique résultent de l'hypothèse de son existence. Il met en avant le fait que nous n'avons aucune preuve du passé autre que notre mémoire, et aucune preuve du futur autre que notre croyance à son égard. Le temps est une illusion : il n'y a pas de mouvement et pas de changement. Il fait valoir que l'illusion du temps est ce que nous interprétons à travers ce qu'il appelle des « capsules temporelles », qui sont « tout modèle fixe qui crée ou code l'apparence du mouvement, du changement ou de l'histoire. »
Une caractéristique remarquable de ce chercheur tient au fait qu'il a travaillé à sa recherche hors des institutions en vue d'éviter le syndrome du « publish or perish », afin de bénéficier d'une totale liberté. Il avait ainsi acheté une petite ferme près d'Oxford et a vécu de la traduction en anglais d'ouvrages universitaires russes. Il a en réalité peu publié mais a eu une influence importante sur les théoriciens de la gravité quantique. C'est un contre-modèle pour la manière dont est menée la recherche actuellement dans le monde.
La vision radicale de Julian provient de l'équation de Wheeler-DeWitt, un exercice mathématique des années 1960 qui cherchait à réconcilier la relativité d'Einstein avec la mécanique quantique. Quand on l'exécute il se passe quelque chose d'étrange :  on se retrouve avec une équation qui ne contient pas le paramètre t du temps. Barbour considère que l'univers est comme une énorme collection d'instantanés qui sont immensément et richement structurés ; ils ne sont pas en communication les uns avec les autres ; ce sont des mondes à eux seuls. Notre cerveau assemble ces arrêts sur image et les passe dans notre esprit ainsi que des photographies qui, passées à 24 images par seconde, créent l'impression que les images sont en mouvement, alors même que rien ne bouge. Ce qu'on appelle le temps est finalement une illusion.
« Le temps n'est rien d'autre qu'une mesure des positions changeantes des objets. Un pendule oscille, les aiguilles de l'horloge avancent ». Que le temps soit la mesure de quelque chose n'a rien de novateur. Aristote disait à peu près la même chose : le temps est la mesure du mouvement selon l'antéro-postérieur. Mais Barbour va plus loin : le temps n'est que le résultat d'une activité humaine : la mesure du changement. En soi, pourrait-on dire, il n'est rien. Ce qui compte, pour Julian Barbour, c'est la façon dont les objets interagissent dans des arrêts sur image d'espace.
Mais Julian Barbour prétend ne pas être assez bon mathématicien pour donner un sens à sa propre théorie et avoir besoin que des gens plus compétents dans ce domaine le fassent pour lui. Or, de l'aveu même de DeWitt, « il est très improbable que la puissance des mathématiques puisse conduire à une solution unique de l'équation de Wheeler-DeWitt ». Aussi Barbour est-il prudent : « Si je disais que mon passé n'existe plus, c'est comme si je disais que le nombre 13 disait que le nombre 11 est mort ; les mathématiciens trouveraient cela ridicule. »
De nombreux physiciens critiquent le flou autour de ses concepts physiques. L'énoncé « le temps n'existe pas » est physiquement confus, mais, en apparence, philosophiquement « clair ». Philosophiquement, l'existence et le temps ne sont pas des concepts dont l'articulation va de soi. D'autre part, affirmer l'existence d'instants et la non-existence du temps est pour le moins paradoxal, d'autant plus que Barbour affirme que le temps est une illusion : la non-existence du temps nous renvoie donc à une position réaliste. D'un autre côté, Barbour affirme également que le temps n'étant pas utile à la théorie physique, il n'est rien, il n'existe pas, sinon comme illusion.
Il semble aussi que le physicien britannique invité à l'Université d'Oxford, après avoir défendu la non existence du temps (voir son livre La Fin du temps, référencé en bibliographie) se rallie à l'hypothèse des univers jumeaux de Sakharov avec des flèches du temps opposées issues de la même singularité cosmique initiale[réf. souhaitée].

## Publications
- 1999, La Fin du temps (non traduit en français) : (en) The End of Time : The Next Revolution in Physics [« La fin du temps : la prochaine révolution de la Physique »], Oxford University Press, 1999/2001, 385 p. (ISBN 978 0 19 514592 2).
- 2001, La Découverte de la dynamique (non traduit en français) : (en) The Discovery of Dynamics : A study from a Machian point of view of the discovery and the structure of dynamical theories [« La Découverte de la dynamique : Une étude du point de vue de Mach sur la découverte et la structure des théories dynamiques »], Oxford University Press, 2001 (rééd.), 774 p. (ISBN 978-0195132021).
- Le Mouvement absolu ou relatif ?
- 2020, Le Point Janus (non traduit en français) : (en) The Janus Point : A New Theory of Time [« Le Point Janus : une nouvelle théorie du temps »], The Bodley Head - Basic Books, 2020, 400 p. (ISBN 978-1847924728, 1847924727 et 978 0 465 09546 9)

Il a également coécrit des livres avec Vladimir Pavlovich Vizgin et avec Herbert Pfister.